# Superintendentura Wieleń Ewangelickiego Kościoła Unijnego
Superintendentura Wieleń Ewangelickiego Kościoła Unijnego – jednostka organizacyjna Ewangelickiego Kościoła Unijnego w Polsce istniejąca w okresie II Rzeczypospolitej i obejmująca grupę gmin kościelnych (zborów) czyli parafii tego Kościoła, mająca siedzibę w miejscowości Wieleń.

## Dane statystyczne

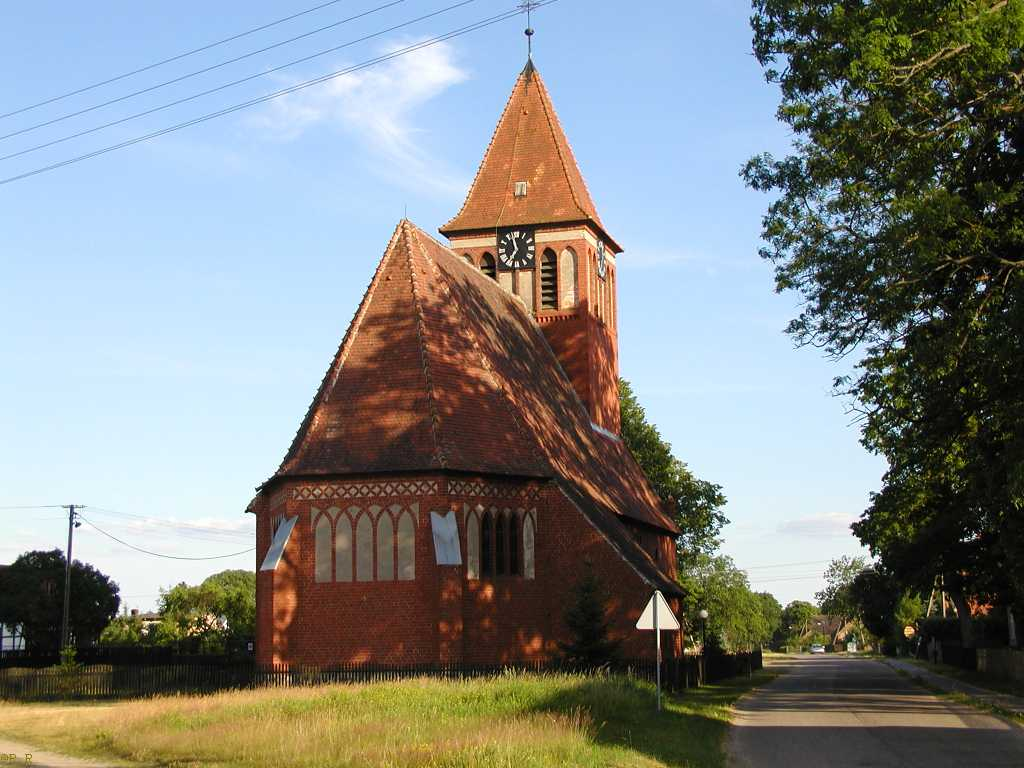
Dawny kościół ewangelicki w Kwiejcach z 1909, obecnie katolicki kościół Niepokalanego Serca Maryi z Fatimy

| Parafia               | Liczba wiernych (1937) |
| --------------------- | ---------------------- |
| Kwiejce pow. Czarnków | 357                    |
| Piłka pow. Czarnków   | 156                    |
| Wieleń pow. Czarnków  | 293                    |
| Rosko pow. Czarnków   | 321                    |